# Rapelang Rabana
Rapelang Rabana là một nhà khoa học máy tính, doanh nhân và diễn giả người Nam Phi. Cô hiện là Giám đốc kỹ thuật số của BCX; người sáng lập Rekulum Learning, một công ty công nghệ học tập; và trước đây đồng sáng lập Yeigo Communications, nhà cung cấp dịch vụ di động VoIP miễn phí đầu tiên của Nam Phi.

## Giáo dục và cuộc sống ban đầu
Rapelang được sinh ra ở Gaborone, Botswana. Cô bắt đầu đi học ở Gaborone trước khi chuyển đến Johannesburg và theo học trường Roedean. Rapelang tốt nghiệp danh dự của Đại học Cape Town năm 2005 với bằng cử nhân Khoa học Kinh doanh với chuyên ngành Khoa học Máy tính.

## Nghề nghiệp
Sau khi tốt nghiệp đại học, Rabana đồng sáng tạo ứng dụng di động VoIP có tên Yeigo vào năm 2007. Một năm sau, vào năm 2008, Telfree đã mua hầu hết cổ phần của Yeigo. Rabana sau đó được chọn làm lãnh đạo phòng Nghiên cứu và Phát triển của Telfree. Vào năm 2012, Rabana đã tạo ra một trang web giải trí có tên Tomplaygo. Năm sau, năm 2013, Rabana bắt đầu một công ty có tên Rekulum Learning, tập trung vào giáo dục trực tuyến. Vào tháng 11 năm 2017, Rapelang được bổ nhiệm làm Giám đốc kỹ thuật số của BCX.

## Thành tựu
Năm 2012, cô đã có mặt trong Danh sách người quyền lực của Tạp chí Oprah. Năm 2013, cô được liệt kê trong danh sách 30 người dưới 30 của Forbes cho các doanh nhân giỏi nhất châu Phi. Năm 2014, Rapelang được Diễn đàn Doanh nhân Thế giới bầu chọn là một trong những Doanh nhân Thế giới 

## Tổ chức quốc tế
Rapelang được mời tham gia Hội nghị thường niên Diễn đàn kinh tế thế giới 2012 tại Davos. Cô cũng được Diễn đàn kinh tế thế giới chọn là Người tạo mẫu toàn cầu. Cô là Đại sứ và Luật sư cho Giải thưởng Thượng đỉnh Thế giới của Liên hợp quốc. Rapelang đã đóng góp hai diễn văn tại Hội nghị chuyên đề Gartner 2015 ở Cape Town.